# Казхром
Транснациональная компания «Казхром» (АО ТНК «Казхром») — вертикально интегрированная горно-металлургическая компания. Возникла в 1995 году и на текущий момент является одним из крупнейших производителей хромового сырья и ферросплавов в мире. В 2017 году компания заняла первое место в рейтинге крупнейших частных компаний Казахстана. Головной офис находится в Актобе. С декабря 2006 года «Казхром» входит в Eurasian Resources Group (ERG), диверсифицированную компанию, занимающуюся добычей и переработкой природных ресурсов.
По состоянию на 31 декабря 2018 года в компании работают 19 000 сотрудников, направления деятельности включают: разведку недр, добычу и обогащение полезных ископаемых, и производство металлургической продукции с высокой добавленной стоимостью.
Основные активы «Казхрома» расположены в трех областях Казахстана: Актюбинской, Павлодарской и Карагандинской.
В компанию входят 4 основных подразделения:
- Донской горно-обогатительный комбинат
- Актюбинский завод ферросплавов
- Аксуский завод ферросплавов
- Рудоуправление «Казмарганец»

Ресурсная база компании включает в себя более 220 млн тонн хромовой руды со средним содержанием хрома около 50,0 %. Срок разработки месторождений хромовой руды при текущем уровне добычи превышает 40 лет.
В 2018 году «Казхром» добыл 5,64 млн тонн хромовой руды и произвел 1,74 тонн ферросплавов.

## История
АО «ТНК „Казхром“ образовалось в 1995 году после объединения ряда горнодобывающих и металлургических предприятий Казахстана, включая Аксуский и Актюбинский заводы ферросплавов и Донской горно-обогатительный комбинат.
В 2004 году образовано рудоуправление «Казмарганец». В 2017 году на Аксуском заводе начата реновация плавильного цеха № 6». В этот же год стартовала разработка месторождения «Первомайское» на шахте «10-летия независимости Казахстана» Донского ГОКа.
В марте 2018 года стало известно, что президентом АО «Транснациональная компания «Казхром» стал Арман Есенжулов.
В 2019 году после реновации запущена печь № 64 Аксуского завода ферросплавов.

## Подразделения

### Донской горно-обогатительный комбинат
Донской ГОК основан в 1938 году, в городе Хромтау и занимается добычей и переработкой хромовой руды. Руда с высоким содержанием оксида хрома (до 62 % Cr2O3) используется в металлургии для выплавки ферросплавов, для изготовления огнеупорных материалов, а также в химической промышленности для производства хромовых соединений.
Разрабатываемые Донским ГОК залежи хромовой руды в составе основного месторождения имеют протяженность около 22 км в длину и 7 км в ширину. В 27 подразделениях комбината работают около 7 500 человек.

### Актюбинский завод ферросплавов
Актюбинский завод ферросплавов основан в 1943 году и производит высоко-, средне- и низкоуглеродистый феррохром, ферросилиций, а также металлоконцентрат. Завод производит более 740 тыс. тонн ферросплавов в год. В составе завода — два плавильных цеха, цех по переработке шлаков и вспомогательные цеха.
Печи постоянного тока мощностью 72 МВт позволяют использовать мелкое хромовое сырье без предварительной подготовки, производственный процесс автоматизирован.

### Аксуский завод ферросплавов
Аксуский завод ферросплавов производит более 1 млн тонн продукции в год, большая часть которой отправляется на экспорт. На заводе работают более 6 000 работников. В составе предприятия находятся четыре цеха с двадцатью шестью печами и комплекс по переработке шлака.
В июле 2019 года, металлурги завода запустили печь № 64 — данное событие ознаменовало завершение первого этапа масштабной реновации цеха № 6, самого крупного плавильного подразделения на заводе.

### Рудоуправление «Казмарганец»
Рудоуправление Казмарганец основано в 2004 году, сейчас на нем работают около 600 человек. Его основной задачей является получение готового (кондиционного) марганцевого концентрата, используемого в металлургической отрасли, для легирующих добавок при производстве стали различных марок.
В составе предприятия находятся два подразделения — Транспортная колонна и рудник «Тур». Месторождение «Тур» отрабатывается с 1997 года. По состоянию на 2018 год, мощность рудника составляет более 480 тысяч тонн марганцевой руды в год на обогатительных комплексах по переработке марганца.
Ранее отрабатывала рудник «Восточный Камыс».

## Устойчивое развитие
В 2019 году «Казхром» присоединился к Глобальному договору ООН и поддержал его 10 принципов, включая обязанность инициировать распространение экологической ответственности и стимулировать развитие и распространение экологически безопасных технологий.
«Казхром» принял обязательство к 2030 году модернизировать свою инфраструктуру и деятельность в соответствии с принципами устойчивого развития, с более высокой эффективностью использования ресурсов и более широким внедрением чистых и экологически безопасных технологий и производственных процессов.
Например, в рамках проекта реновации Аксуского завода ферросплавов «Казхром» модернизировал плавильную печь № 64: установил газонепроницаемое уплотнение печи, что позволило собирать ферросплавный газ и использовать его для нагрева. Это снизит потребление энергии на 20 % и сократит выбросы в атмосферу (в сочетании с установкой двух современных газоочистных устройств).
В 2018 году «Казхром» разработал новую долгосрочную стратегию по снижению воздействия на атмосферу, в рамках которой он приведет свои активы в соответствие со стандартами качества воздуха ЕС, касающимися твердых частиц. Компания внедрила в свою деятельность передовые технологии очистки газа, а также заменила старые фильтры.
Компания проводит анализ выбросов углекислого газа в течение всего жизненного цикла (включая прямые и косвенные выбросы парниковых газов), что позволит сделать её деятельность более энергоэффективной и менее углеродоемкой. Кроме того, это позволит клиентам компании оценивать углеродный след их собственных продуктов.